# Palacio Maturana-Verástegi
El Palacio Maturana-Berastegi es un palacio ubicado en Vitoria, en el número 141 de la calle Correría.

## Contexto
Esta casa-palacio fue construida a mediados del siglo XVI por el canónigo de la catedral de Santa María Antonio Sáenz de Maturana, que en 1546 fundó el mayorazgo Maturana. Se encuentra en una esquina de la calle Correría con el cantón del Seminario, tipo de ubicación propia de las casas señoriales de la época. Está incluido en la categoría de patrimonio civil, tipo palacios.

## Historia
Este palacio forma parte del conjunto de palacios construidos a mediados del siglo XVI en el casco antiguo de Vitoria, como consecuencia de una época de pacificación y prosperidad tras la expedición en 1476 por los Reyes Católicos del "Capitulado", que puso fin a las luchas entre los bandos de la ciudad los Calleja y los Ayala durante 150 años. Se trata de construcciones que pretenden mostrar en el exterior el poder de sus propietarios y en el interior se procuran incorporar estructuras y elementos que aportan luz y comodidad a la vida familiar.
El propietario y promotor de este palacio, Antonio Sáenz de Maturana, era canónigo de la parroquia de Santa María y gozaba de gran prestigio en la ciudad. Pertenecía a una de las familias más influyentes del bando de los Calleja y el palacio se construye en la calle Correría, lugar estratégico para la entrada en el recinto amurallado.
Por las excavaciones arqueológicas se puede afirmar que se edificó sobre construcciones anteriores y se puede deducir que las edificaciones más antiguas se realizaron a partir de 1256, con la ampliación de la ciudad que hizo Alfonso X. Se ha constatado, por los restos encontrados, que en el principal edificio documentado hubo una fragua, que debió sufrir diversas modificaciones. En la primera mitad del siglo XV sufrió un incendio que destruyó totalmente la construcción y que puede que fuera afectado por uno de los tres grandes incencios de ese siglo que asolaron Vitoria (1423, 1436 y 1443). Sobre los restos del incendio se construyó directamente el Palacio Maturana-Verástegui.

La primera mención documental del Palacio se incluye en el documento fundacional del Mayorazgo de los Maturana, firmado en 1546 por Antonio Sáenz de Maturana Pérez de Oro, vinculando el palacio y las propiedades a un solo sucesor, para evitar la división del patrimonio
las casas principales con sus jardines y pertenenciasen que moraua y eran desde la calle de la Zapatería a la calle de Sant Domingo que sube ala de la Correría y surcan con el cantón y callexa.
Otras menciones documentales donde se detallan los jardines y palacios son la de un texto de la viuda de Benito José de Berastegui en el que hace un repaso del mayorazgo y otra posterior en 1798 en un inventario de bienes en 1798. En todos esos documentos se constata que las propiedades se asentaban en solares separados por el cantón del Seminario.
Durante el siglo XVI se fueron añadiendo propiedades al mayorazgo y en el siglo XVII el patrimonio se vio incrementado por una parte, por la unión por matrimonio de la familia Maturana-Estella-Hurtado-Andacon con  la familia Verástegui-Cucho y por otra, mediante sucesivas compras de huertas, solares y edificios contiguos a lo largo de los siglos, lo que se reflejará finalmente en las estructuras y elementos arquitectónicos del edificio.
Actualmente el Palacio es el resultado de la agregación de dos casas contiguas a la original, una en 1681, por José Lorenzo de Berástegui Hurtado de Mendoza, y otra en 1790 por Prudencio María de Berástegui y Mariaca, que compró la casa al norte de las dos principales.
En la segunda mitad del siglo XX Francisco Díaz de Arcaya, marqués del Fresno y marido de Natividad Verástegui, encargó a  los arquitectos Emilio y Luis Ángel de Apraiz la reforma del edificio, una reforma sobre todo con fines esteticistas, que se refleja en la cantidad de elementos decorativos.
Aparte de las ampliaciones y modificaciones sufridas a lo largo de la historia, se han realizado en el siglo XXI algunos proyectos de intervención y restauración. Así, en 2010 se aprobó la restauración del palacio, aunque no llegó a materializarse, y no fue hasta 2020 en que se realizó una intervención para solventar un derrumbamiento provocado por la entrada de aguas. De nuevo en 2021 hubo que realizar un nuevo apuntalamiento por el derrumbamiento de una columna en el interior, otra vez por la filtración de aguas.

## Descripción
Se trata de un edificio construido a mediados del siglo XVI y resultado de la unión de tres casas y sucesivas reformas a lo largo de los siglos. La planta baja, trapezoidal y de piedra, se asienta sobre los restos de edificaciones medievales. La altura oscila entre los 11,22 m. en la calle Correría y los 15,17 en la Zapatería y su superficie útil, entre los 100 m2 en la planta baja y algo más en las otras plantas, debido a la zona volada sobre los matacanes de la calle Correría.
A pesar de la sensación de homogeneidad que puede percibirse, las fachadas, techos y acabados no son más que elementos decorativos e historicistas que disimulan un conglomerado heterogéneo.

### Interior
El interior constituye una serie de espacios interconectados a diferentes alturas, sin un sentido claro de circulación con separación de espacios entre zonas del servicio y de los señores, tan del gusto del siglo XVIII, que es cuando se realizaron la mayor parte de las reformas. Sin embargo, sí se incluyeron pasadizos camuflados y puertas entre habitaciones y alcobas. Todo ello da como resultado un conjunto fragmentario y laberíntico, que es una característica diferenciadora de este edificio.

### Exterior
Presenta una planta baja de piedra con elementos de tradición medieval, como matacanes y dos entradas, y las plantas superiores de ladrillo. El alero, volado, de triple ménsula, cubre los pisos nobles, decorados con dibujos del escudo de los Arcaya. La puerta de la izquierda, con el escudo de los Maturana y arco conopial, y la de la derecha con armas de los Berastegi y arco de medio punto.